# Обединено училище „Св. св. Кирил и Методий“ (Обзор)
Обединено училище „Св. св. Кирил и Методий“ е обединено училище в град Обзор, община Несебър. То е основано през 1890 г. Патрон на училището са братята Кирил и Методий. Разположено е на адрес: ул. „Иван Вазов“ №1. През 2017 г. е преобразувано от основно в обединено училище и предлага обучение на деца до десети клас. От 1998 г. директор на училището е Димитрина Димитрова.

## История
През 1890 г. в село Гьозикен (дн. град Обзор) се открива училище, като занятията се провеждат в сградата на конака. Първи учител е Илия Димитров, роден в Бургас. Четири години по-късно училището вече има своя първи местен учител – Коста Иванов. Учебните занятия се провеждат в дома на Петко Зидаров.